# Гросриденталь
Гросриденталь (нем. Großriedenthal) — коммуна (нем. Gemeinde) в Австрии, в федеральной земле Нижняя Австрия. 
Входит в состав округа Тульн.  Население составляет 955 человек (на 31 декабря 2005 года). Занимает площадь 18,83 км². Официальный код  —  32109.

## Политическая ситуация
Бургомистр коммуны — Франц Гайер (АНП) по результатам выборов 2005 года.
Совет представителей коммуны (нем. Gemeinderat) состоит из 15 мест.
- АНП занимает 12 мест.
- СДПА занимает 2 места.
- АПС занимает 1 место.